# Hollandse ongekleurde reeks
De verhalen van Suske en Wiske werden vanaf 1953 ten behoeve van de Nederlandse markt uitgegeven in de Hollandse Ongekleurde Reeks, parallel aan de Vlaamse ongekleurde reeks. De oorspronkelijk Vlaamse albums werden ontdaan van verschillende vlamismen. De verst strekkende gevolgen hiervan waren dat Schalulleke (een naam met een obscene bijklank in Nederland) moest worden hernoemd in Schabolleke (later Schanulleke), en Jerom(meke) in de boeken Jeroen(tje) heette. De albums werden ongekleurd uitgegeven (per twee bladzijden afwisselend blauw en roodbruin).
Niet alle albums uit de Vlaamse Reeks werden in de Hollandse Reeks uitgegeven en bovendien werd een eigen nummering gehanteerd. Het eerste album was Bibbergoud in 1953.
Vanaf 1959 kregen de nieuwe verhalen en enkele oude verhalen een steunkleur, zodat twee nieuwe reeksen begonnen: De Vlaamse tweekleurenreeks en de Hollandse tweekleurenreeks. Nog later ontstonden de Gezamenlijke tweekleurenreeks en de Vierkleurenreeks, in de laatstgenoemde reeks werden de oude verhalen opnieuw opgenomen.
De hierboven genoemde reeksen worden gezamenlijk de Rode reeks genoemd.